# Dusona definis
Dusona definis är en stekelart som beskrevs av Gupta 1977. Dusona definis ingår i släktet Dusona och familjen brokparasitsteklar. Inga underarter finns listade i Catalogue of Life.